# Ancienne frontière entre la Belgique et la Prusse
La frontière entre la Belgique et la Prusse était une frontière séparant la Belgique de la Prusse, puis de l'Empire allemand, entre 1830 et 1919.
Elle fut créée par le « Traité des limites » signé le 26 mai 1816 à Aix-la-Chapelle entre le royaume uni des Pays-Bas et le royaume de Prusse. Après l'indépendance de la Belgique, le 4 octobre 1830, celle-ci fixa ses nouvelles frontières, dont celles avec la Prusse, formalisée par le traité des XXIV articles, signé en 1839. Elle fut ensuite précisée par le traité de Maastricht en 1843. Cette frontière fut abolie par le traité de Versailles à la suite de la Première Guerre mondiale, lorsque la Belgique reçut les cantons de l'Est en guise de compensation pour les pertes subies. Une nouvelle frontière fut donc définie : la frontière entre l'Allemagne et la Belgique.
La frontière était constituée de deux parties, du tripoint avec le grand-duché de Luxembourg jusqu'à celui avec Moresnet neutre, également créé en 1816 par le traité des Limites. Au nord de Moresnet neutre, la frontière était constituée au sommet du Vaalserberg du seul quadripoint Prusse - Pays-Bas - Belgique - Moresnet neutre.

## Les tripoints et quadripoint

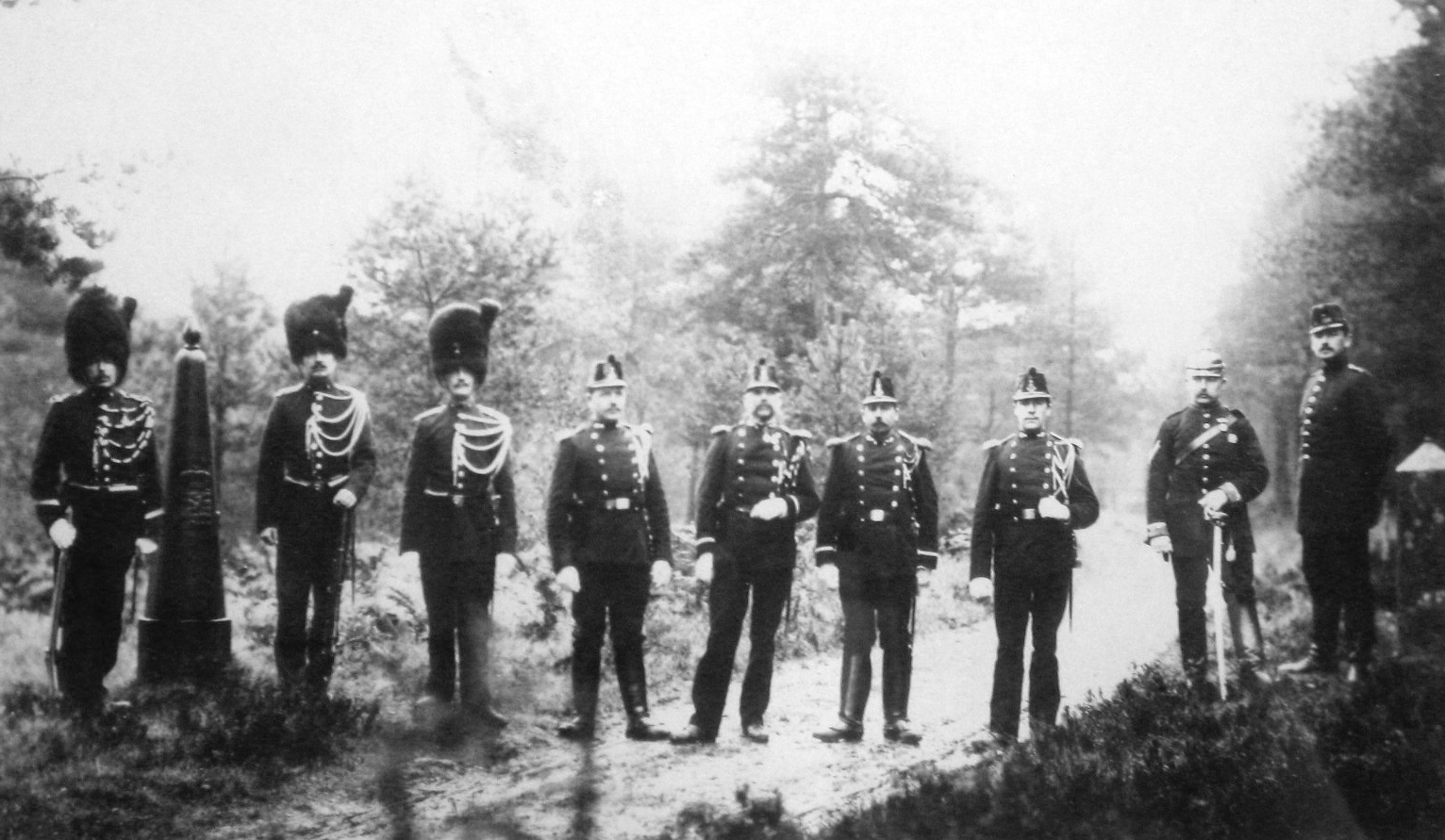
Le tripoint Belgique-Prusse-Luxembourg vers 1910. Gendarmes et douaniers des trois pays posant à côté de la borne Belgique-Luxembourg LB 286 à gauche, et de la borne germano-luxembourgeoise 75 à droite.

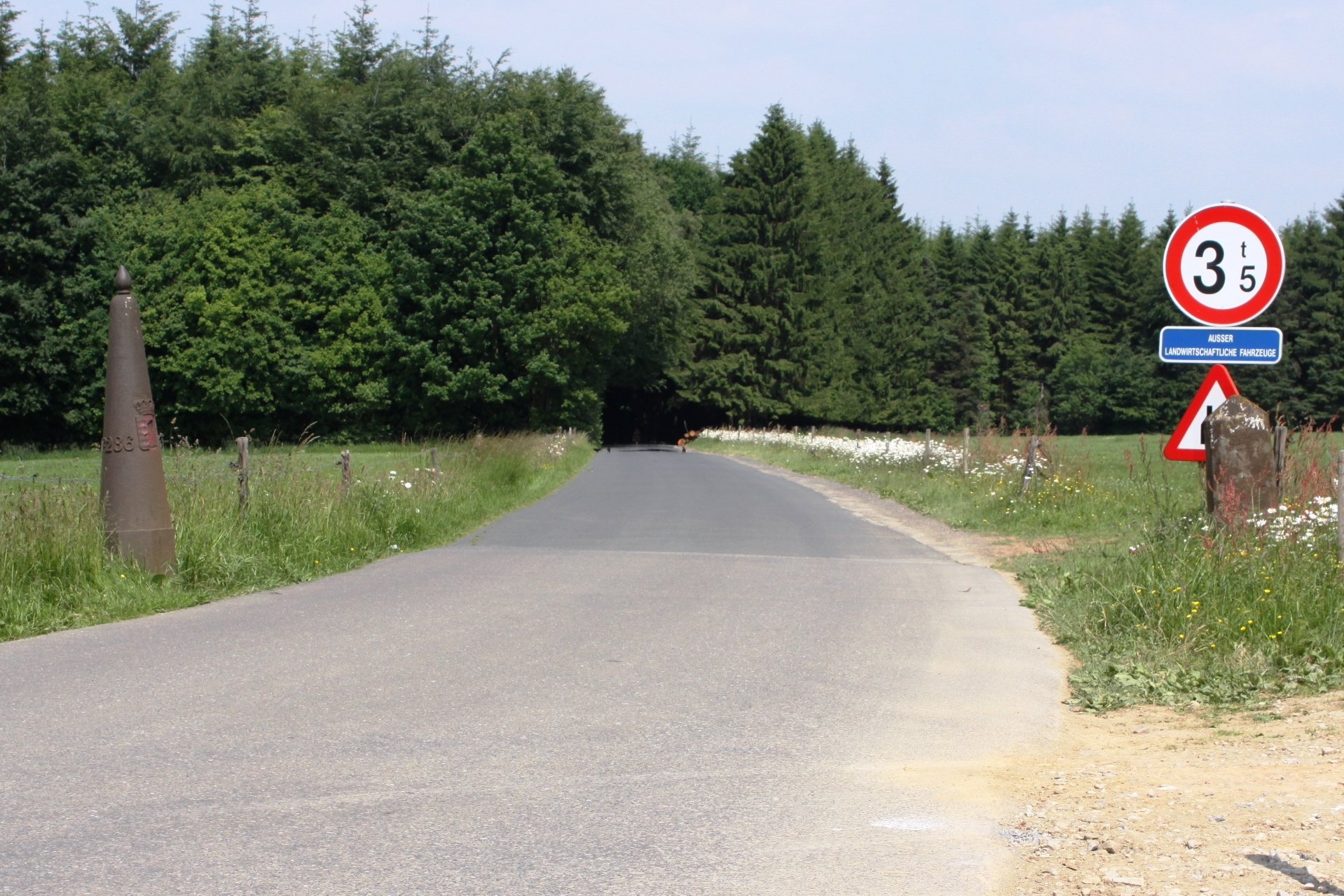
Le même ancien tripoint de nos jours. On remarque la différence de revêtement qui concrétise la frontière. La photo est prise du Grand-Duché du Luxembourg, à l'ouest, vers la Belgique, à l'est. Le territoire prussien se trouvait à droite de la route, au sud.

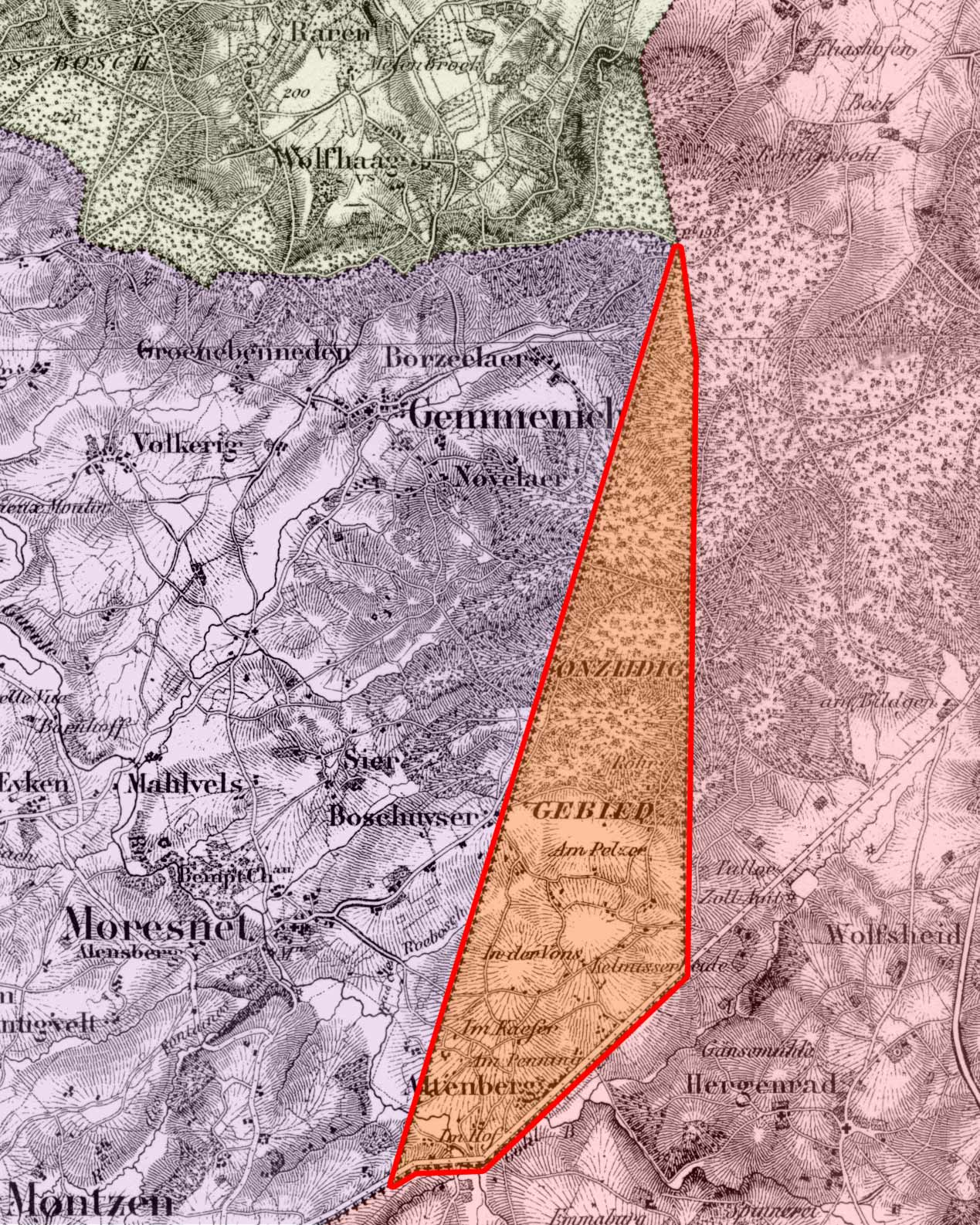
L'ancien territoire de Moresnet neutre, avec au nord le quadripoint royaume uni des Pays-Bas-Prusse-Moresnet neutre-Belgique, et au sud le tripoint Belgique-Moresnet neutre-Prusse.

Avant 1919, il y existait un tripoint entre le grand-duché de Luxembourg, la Prusse et la Belgique. L'endroit est toujours matérialisé par la borne belgo-luxembourgeoise numéro 286 (en fonte) et la borne prussienne (en pierre) numéro 75. Actuellement, ce point triple transfrontalier se trouve à la rencontre de la frontière belgo-luxembourgeoise avec la limite communale entre Gouvy et Burg-Reuland (localisation : 50° 10′ 58″ N, 6° 01′ 29″ E).
À la borne prussienne 193, il existait, dès 1816, un tripoint royaume uni des Pays-Bas-Prusse-Moresnet neutre au sommet du Vaalserberg (localisation : 50° 45′ 17″ N, 6° 01′ 15″ E). Avec l'indépendance de la Belgique (et en particulier à la suite du traité des XXIV articles de 1839), il devint un quadripoint avec les Pays-Bas, le Moresnet neutre, la Belgique et la Prusse. Actuellement, il s'agit de nouveau depuis 1919 d'un tripoint, entre les Pays-Bas, la Belgique et l'Allemagne cette fois.
Il existait également un tripoint plus au sud, à la limite méridionale de Moresnet neutre avec la Prusse et la Belgique (localisation : 50° 42′ 29″ N, 5° 59′ 47″ E).

## Les bornes

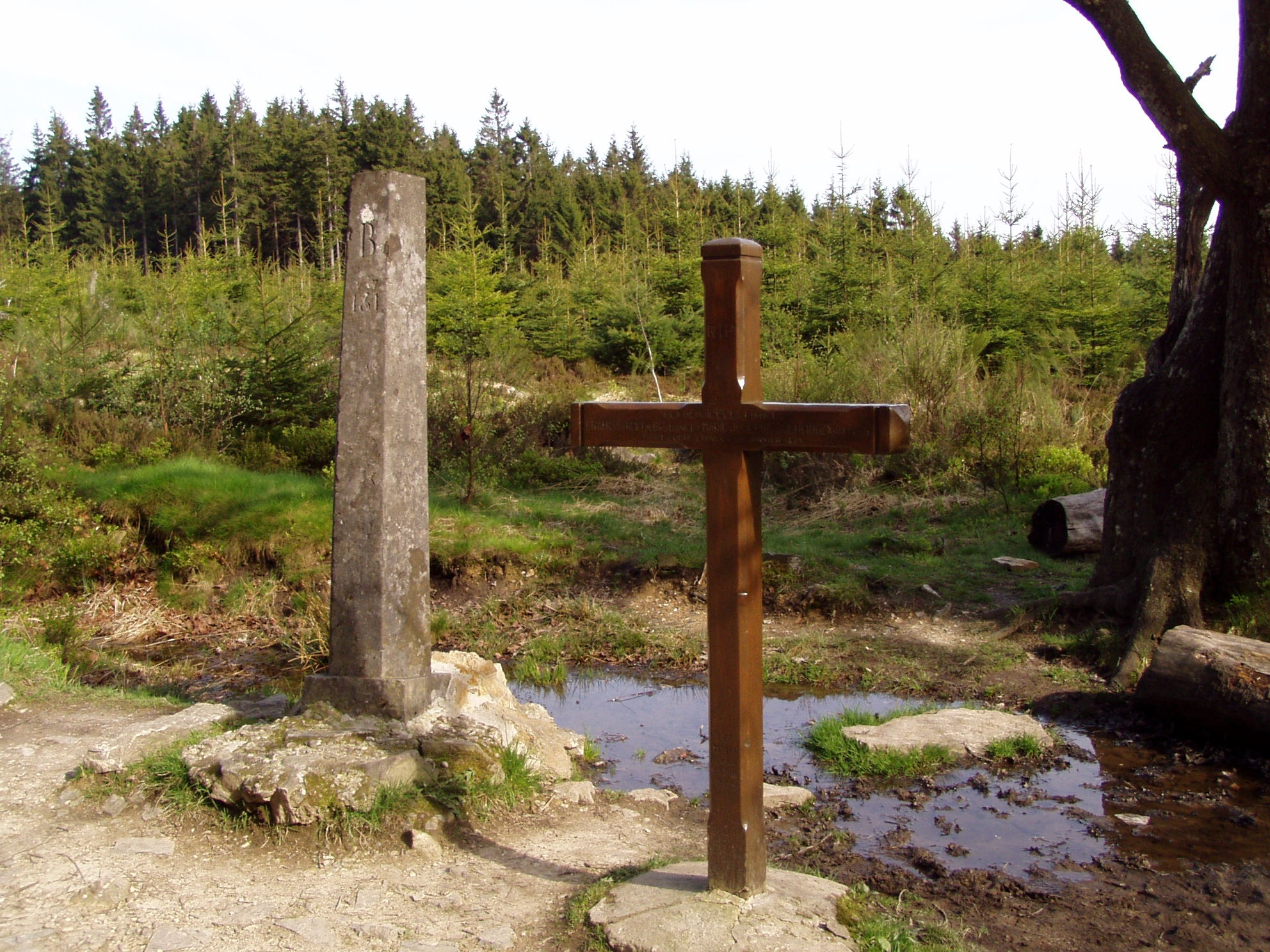
Borne 151 - Croix des Fiancés

La borne 75, à l'extrémité sud de la frontière, était à l'origine comme les autres, un simple poteau en bois. Elle fut remplacée, comme les autres, par une borne en pierre à l'occasion de la construction du chemin de fer des Fagnes. Les poteaux de 76 à 103 suivaient la grand-route de Luxembourg à Stavelot. La commune de Recht accueille des bornes, numérotées de 90 à 111, dont la forme est un tronc de pyramide hexagonale. La frontière suivait alors un ruisseau vers le confluent de l'Amblève au poteau 112. À partir de cet endroit, la limite descendait le cours de l'Amblève jusqu'au poteau 120 (Warche). Venait alors le poteau 126 à Wavreumont jusqu'au poteau 134, pour remonter l'Eau rouge avec le poteau 136 puis le ruisseau Targnon jusqu'à sa source, au poteau 143.
La frontière suivait alors « la Vecquée », vieux chemin frontière depuis le haut Moyen Âge remontant jusqu'au sommet du plateau des Hautes Fagnes au niveau de la Baraque Michel, où se trouve le poteau 154. La « Croix des Fiancés » sur le chemin se situe à proximité du poteau 151. Au-delà de la Baraque Michel, après quelque 800 m en ligne droite se trouve le poteau 157, situé aux sources de la Helle. Cette rivière est alors elle-même sur une vingtaine de kilomètres la frontière jusqu'à son confluent avec la Vesdre, aux environs d'Eupen (poteau 158). La frontière suivait alors la Vesdre (poteaux 173 et 174) en passant par Baelen jusqu'à la route Eupen - Henri-Chapelle (poteau 186). À l'endroit dit « Maison Blanche » (poteau 187), la route reliant Liège à Aix-la-Chapelle (actuelle nationale 3) formera la base d'un triangle dont le sommet se trouve à l'actuel point trifrontière (Pays-Bas, Allemagne, Belgique) à Gemmenich avec le poteau 193. Les poteaux en bois numérotés de 188 à 192 ont été remplacés par des bornes en grès numérotées I à XXX (frontière occidentale de Moresnet neutre), et enfin borne 193, au quadripoint de l'époque, situé au sommet du Vaalserberg.

## Galerie de photos

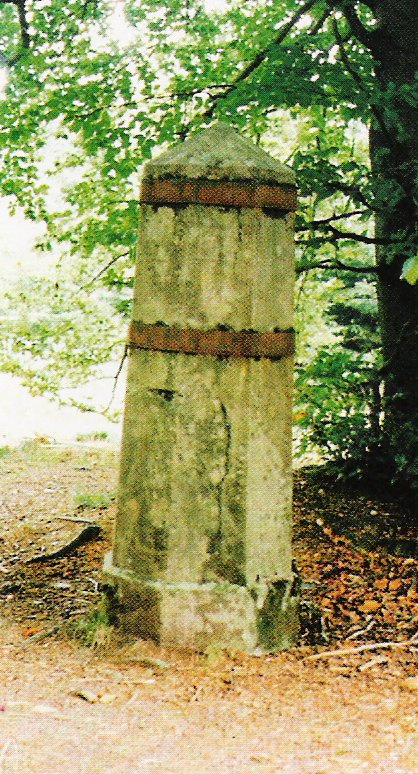
Borne 147, octogonale, dans la vallée de la Hoëgne à proximité de Hockai dans les Hautes Fagnes
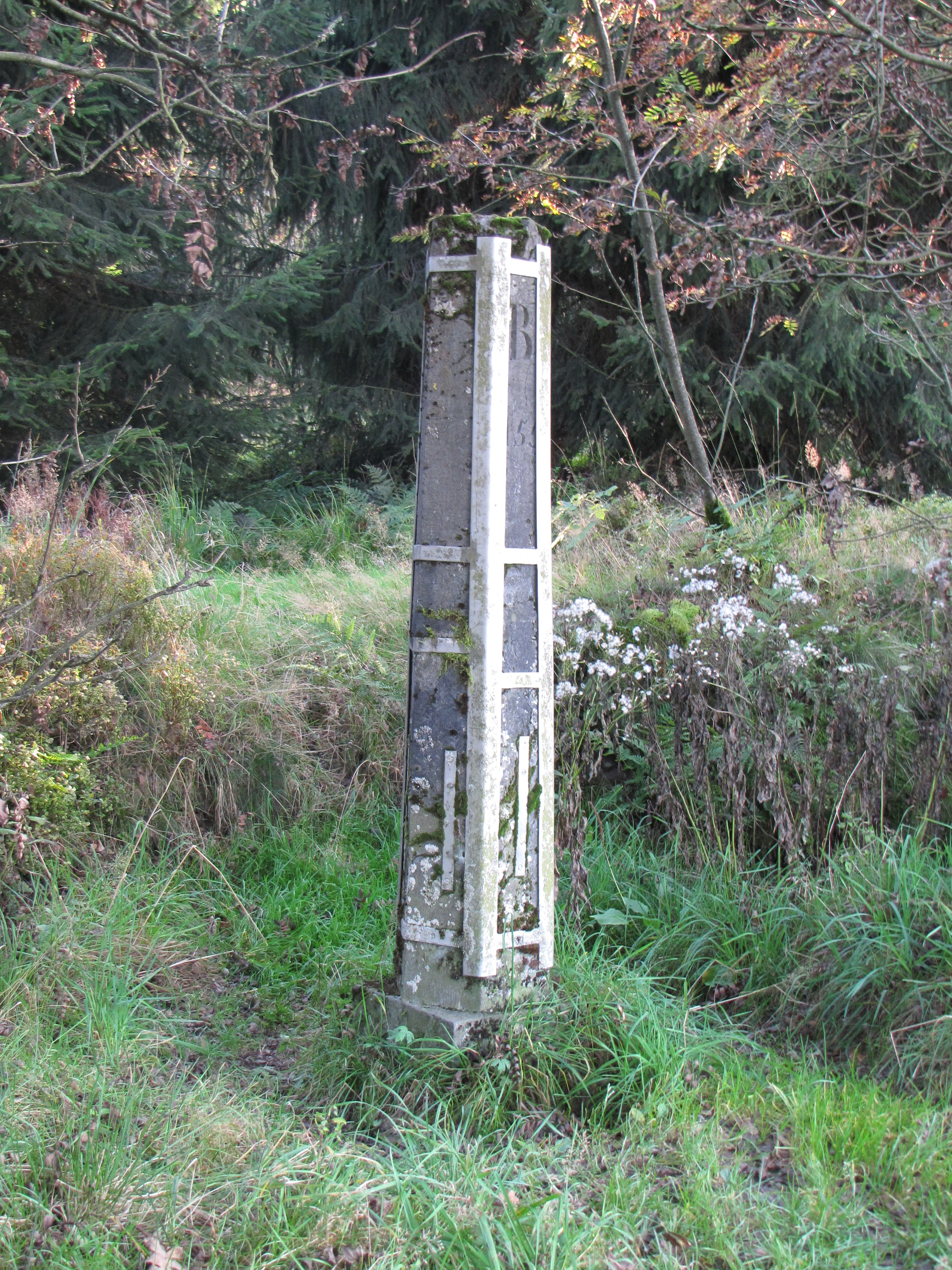
Borne 155, à proximité de la baraque Michel
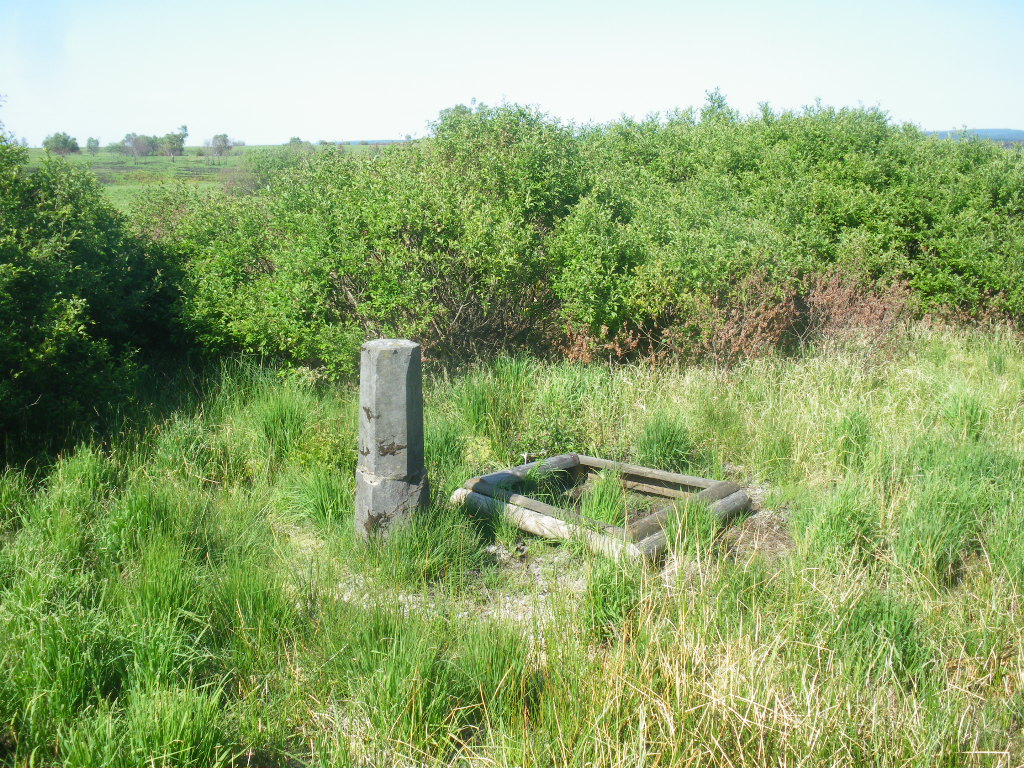
La Fontaine Perigny, l'une des sources de la Helle, située sur l'ancienne frontière belgo-prussienne (borne 157)
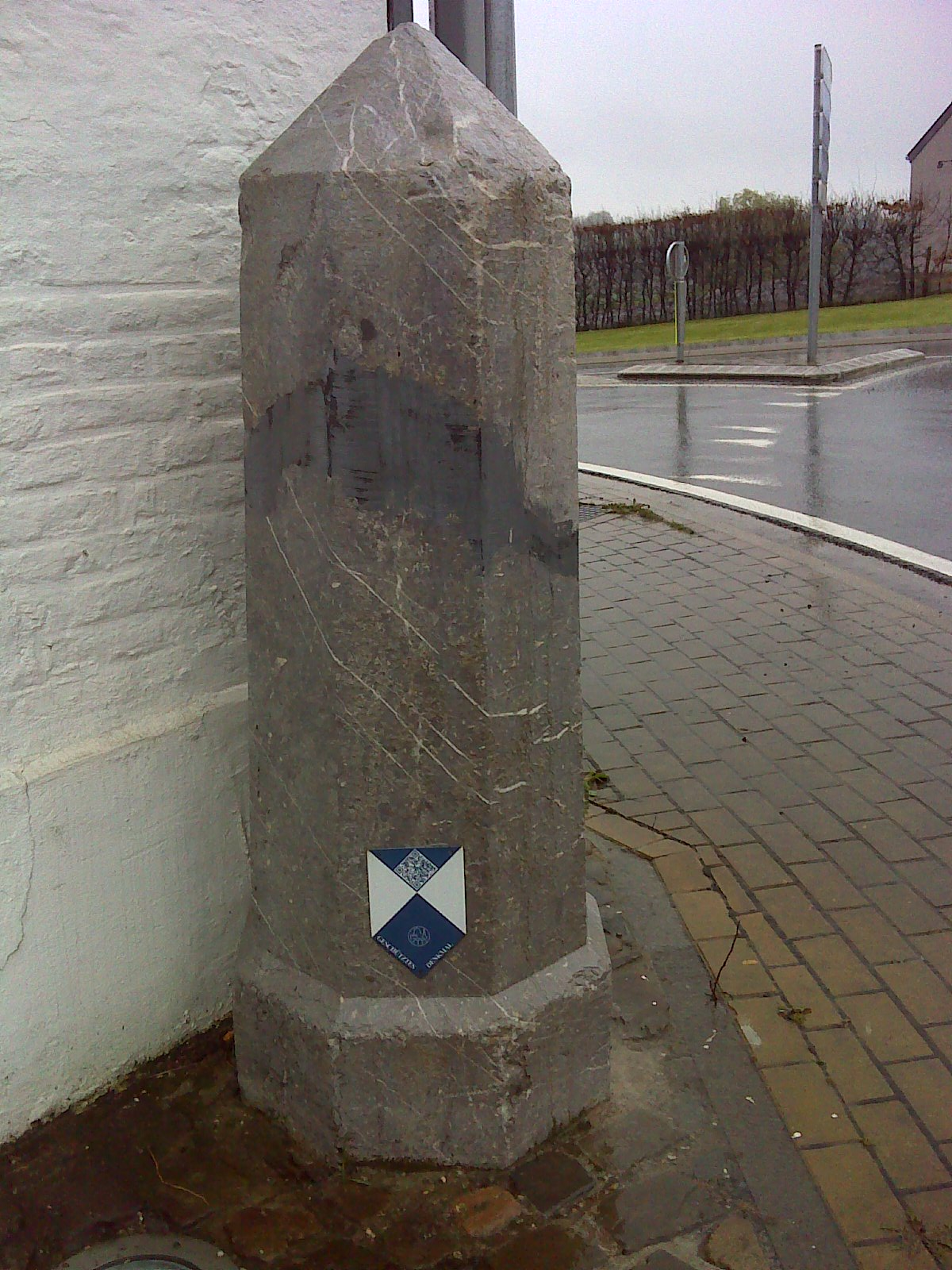
Borne 187 à la « Maison blanche » de Henri-Chapelle
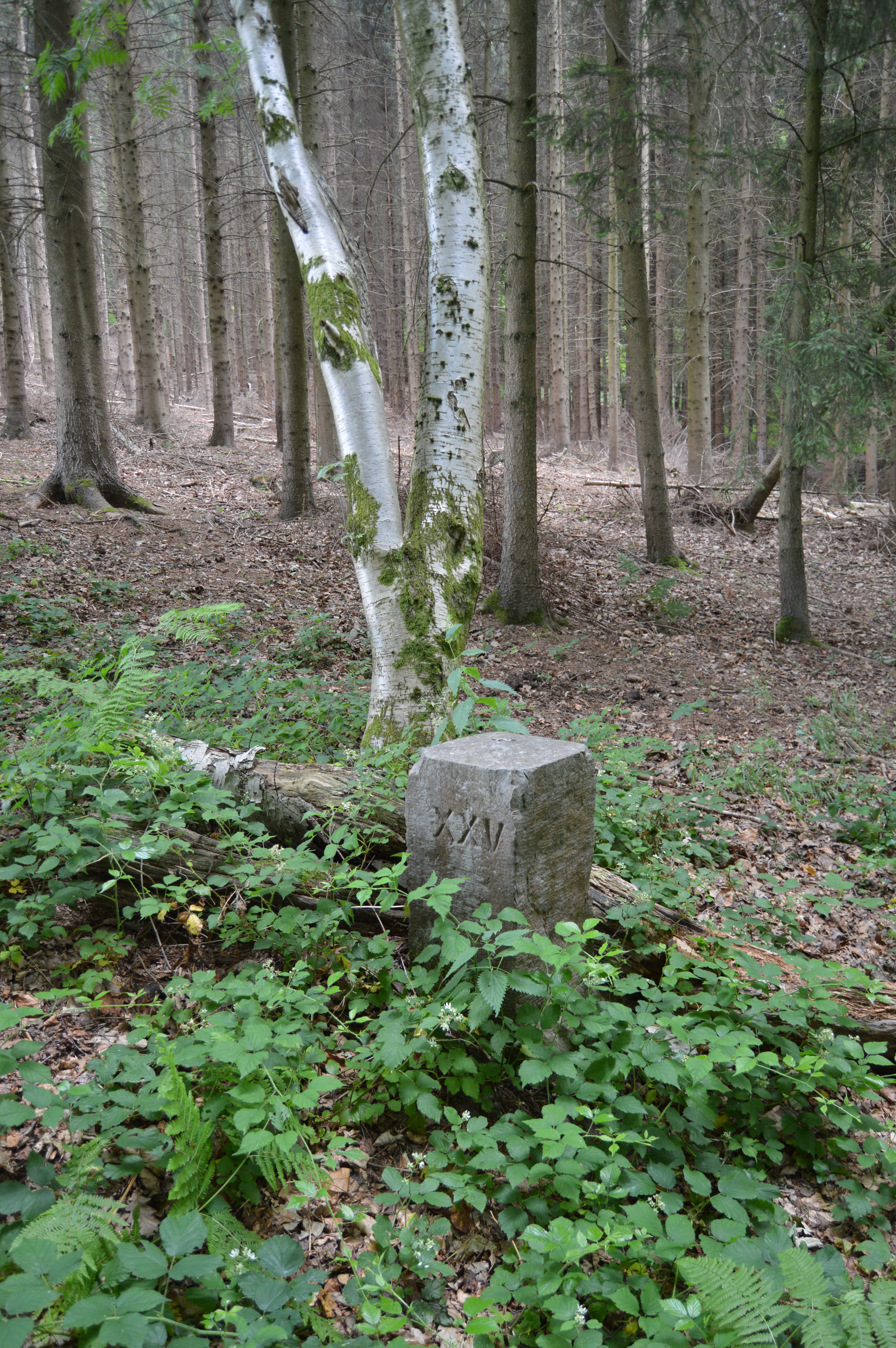
Borne Moresnet neutre - Belgique n° XXV (25)
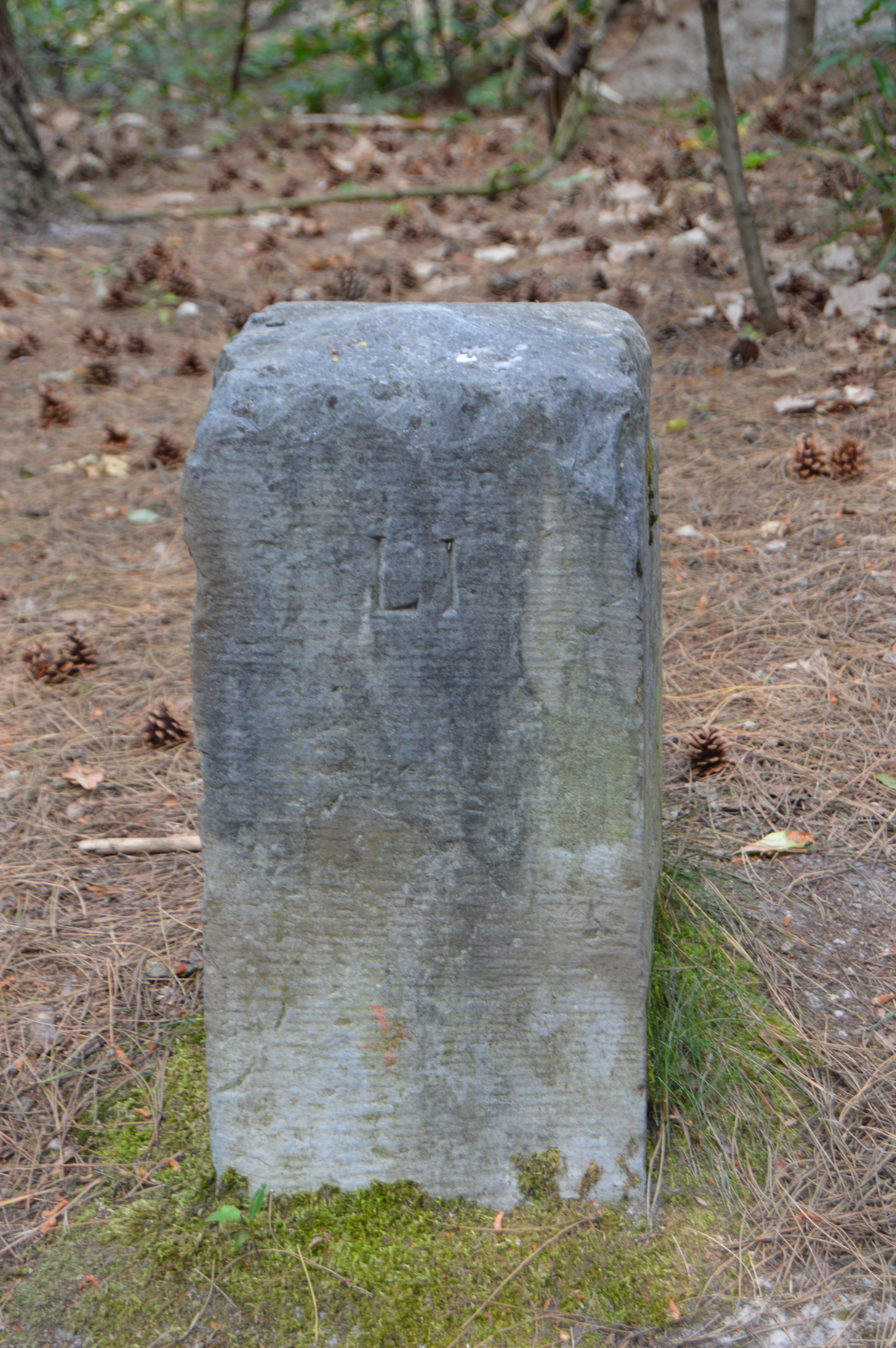
Borne Moresnet neutre - Prusse n° LI (51)
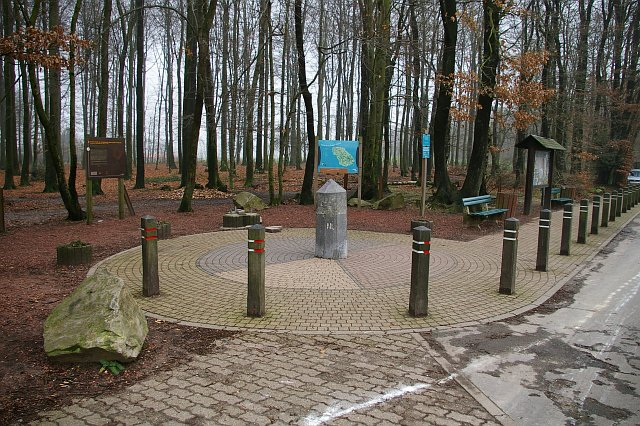
Borne trifrontière, ancienne quadrifrontière, du Vaalserberg
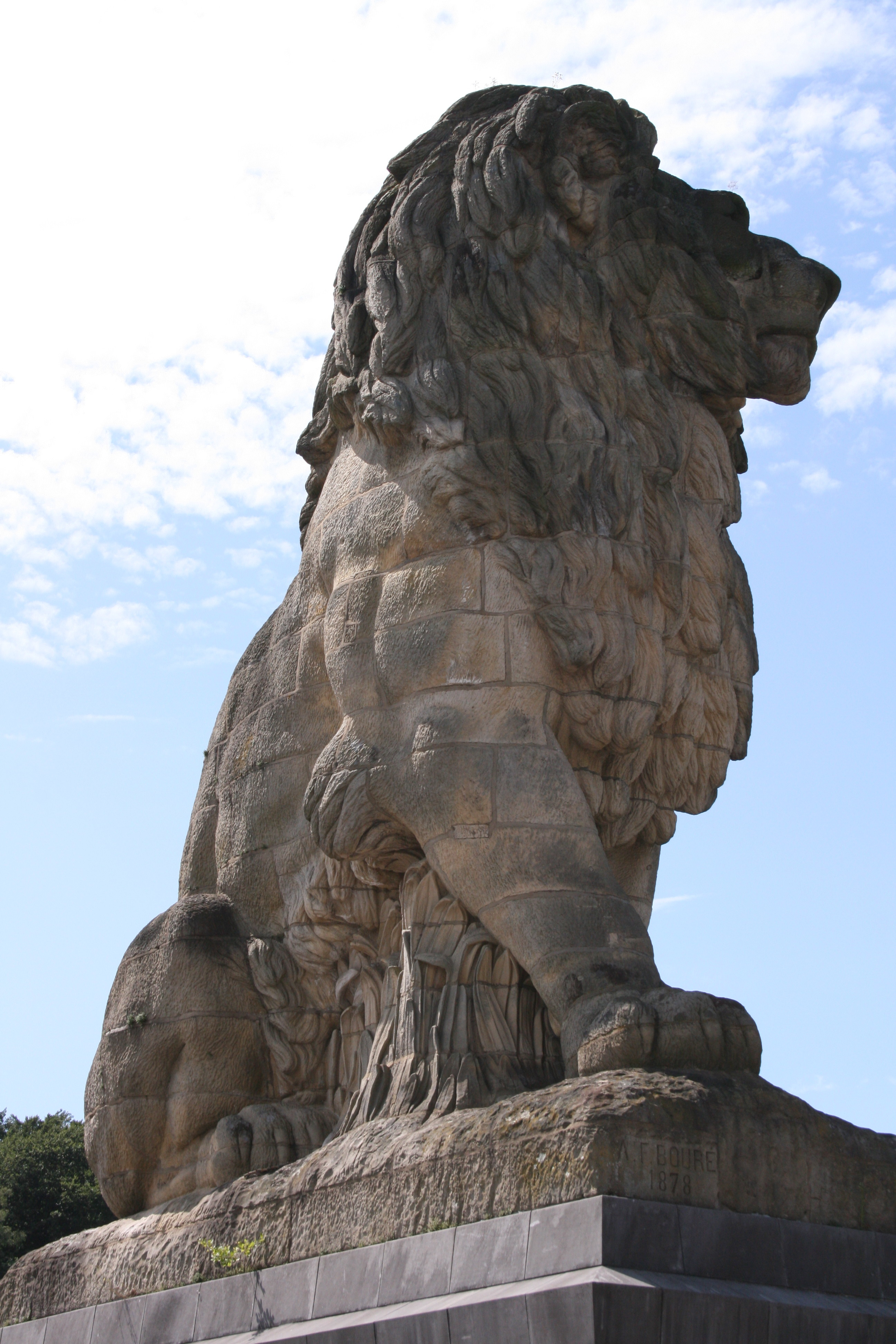
Le lion du Barrage de la Gileppe, allégorie de la Belgique, fixe la frontière prussienne distante à l'époque d'environ 5 kilomètres

### Ouvrage
- Anne et Jean De Bruyne, À propos de frontières et de bornes, Bulletin du Crédit Communal de Belgique no 191 (Dexia Banque), 1995.